# Ékes Ilona
Ékes Ilona Mária (Budapest, 1953. június 14. –) magyar óvónő, szociális munkás, politikus, 2006 és 2014 között országgyűlési képviselő (Fidesz).

## Élete
1971-ben érettségizett a budapesti Patrona Hungariae Gimnáziumban, ezután 1977-ben a Kecskeméti Óvónőképző Intézetben óvónői diplomát, majd 1995-ben a Zsámbéki Katolikus Tanítóképző Főiskolán szociális munkás oklevelet szerzett. 
1995-ben a Magyar Katolikus Családegyesület alapító tagja lett, és 2000-ig az egyesület elnökhelyettese volt, majd a Magyar Asszonyok Érdekszövetségének alapítója, vezetője, később tiszteletbeli elnöke lett. 1996-tól segítette a civil szervezetek részvételét az ORTT kuratóriumi pályázatán, 2002-től 2003-ig az MTV kuratóriumának volt tagja, 2005-ben pedig a Duna TV kuratóriumi tagja lett.
2002-ben a Fidesz női tagozatának alapító tagja és a párt országos választmányának küldöttje lett, majd 2005-ben ismét megválasztották a női tagozat országos választmányi küldöttjének. A 2006-os országgyűlési választáson a Fidesz országos listájának 31. helyéről szerzett mandátumot, a 2010-es országgyűlési választáson pedig a párt budapesti területi listájáról jutott a parlamentbe. Az Országgyűlésben a nemzeti összetartozás bizottsága, a kulturális és sajtóbizottság, illetve az emberi jogi, kisebbségi, civil- és vallásügyi bizottság tagja lett, utóbbinak alelnöke is volt. 2014-ig volt országgyűlési képviselő.
Munkásságát 2007-ben a Polgári Magyarországért Alapítvány, a Fidesz pártalapítványa Polgári Magyarországért Díjjal ismerte el, melyet Gaudi-Nagy Tamással együtt megosztva kapott.
Házas, öt gyermek édesanyja.